# Gaspar de Quiroga y Vela
Gaspar de Quiroga y Vela. (Madrigal de las Altas Torres, 13 de gener de 1512 - Madrid, 20 de novembre de 1594) va ser un eclesiàstic espanyol. Va ser bisbe de Conca, arquebisbe de Toledo, inquisidor general i cardenal de l'Església Catòlica.
Va néixer el 12 de gener de 1512 a la població de Madrigal de las Altas Torres (Àvila) en una família d'origen gallec, instal·lada a la localitat quan va esdevenir una de les seus itinerants de la dinastia Trastàmara. Es tractava d'una família de la baixa noblesa –d'hidalgos–d'escassa fortuna. En la seva joventut va ser patge de la reina Joana I de Castella. Després, va iniciar estudis al col·legi de la Santa Creu de la Universitat de Valladolid, on va romandre set anys, i d'allà va passar al col·legi de Sant Salvador d'Oviedo de la Universitat de Salamanca, on va doctorar-se en Teologia i Lleis.
Va ser destinat com a vicari general a Alcalà d'Henares, després de conèixer el cardenal Juan Pardo de Tavera, que va concedir-li també una prebenda com a canonge de la catedral de Toledo. viatjà a Roma on fou auditor del Tribunal de la Rota. El seu prestigi feu que Felip II, el 1559, el nomenés el seu llegat per informar-lo de la situació dels diferents regnes de l'Imperi Espanyol a Itàlia. El 1563 retornà a la península Ibèrica on fou nomenat membre del Consell Suprem de Justícia, bisbe de Conca el 1571 i Inquisidor general el 1573.
A la mort de l'arquebisbe de Toledo, Bartolomé de Carranza a Roma, i sota el beneplàcit del rei Felip II, Quiroga fou nomenat arquebisbe de Toledo el 1577. No obstant això, la longevitat de Quiroga, gràcies a la qual estigué gairebé 18 anys al capdavant de l'arquebisbat de Toledo, desesperà al rei, doncs tenia pensat assignar el càrrec i les seves gegantesques rendes al seu nebot Albert VII d'Àustria i hagué d'esperar molt més del que havia previst.
Quiroga fou nomenat Cardenal l'any 1578 pel Papa Gregori X.
Gràcies a la seva influència a la cort espanyola, va donar suport i va protegir la Companya de Jesús, en un moment de crisi per a l'orde.